# Toño de la Villa
Toño de la Villa, nombre artístico de Juan Antonio Verdes Sánchez (Montauban, 22 de febrero de 1940 - El Paso, Estados Unidos, 5 de mayo de 1962) fue un cantante y músico mexicano de origen español. Integró la primera etapa de Los locos del ritmo como su voz principal.

## Trayectoria

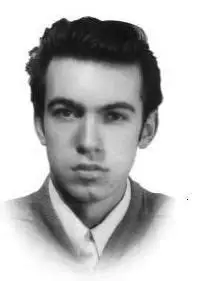
Juan Antonio Verdes Sánchez

Nació en un pueblo de Francia llamado Montauban el 22 de febrero de 1940. Aunque vivió sus primeros años en España al lado de sus padres Eleuterio Verdes de la Villa y Concepción Sánchez, ambos españoles, llegaron a México cuando Toño tenía 3 años. 
Desde niño demostró inclinación por la música, desarrollando una creatividad en su voz, cantando en fiestas familiares. Acompañando en el piano a su abuela, cantaba ranchero y melodías como "las violetas imperiales", pero en la privacidad de su cuarto, le gustaba imitar a sus ídolos, Elvis Presley, James Dean, y Johnny Mathis. Vivió una infancia con enfermedades, entre ellas, poliomielitis, lo que le valió una infancia solitaria.
En México estudio la primaria, la secundaria, la preparatoria, y hasta el tercer semestre de ciencias química. Estudió química en la Facultad de Química  de la Universidad Nacional Autónoma de México. Conoció en 1957 a José «Pepe» Negrete cuando ambos estudiaban en el plantel número 4 de la Escuela Nacional Preparatoria, tras el intento de este último de formar un grupo de rock. 
De la Villa había integrado Los reyes del rock; al salir, entraría en el grupo Sammy Fournier. Poco después, ese grupo se rebautizaría, y serían conocidos como Los Rebeldes del Rock. 
En dicho año integraría con Negrete Los Locos del Ritmo, grupo con el que grabó dos discos, periodo en el que se convirtió en frontman de la banda con una actitud carismática. Creó su nombre artístico usando el apellido de su abuela. De la Villa grabó dos de los éxitos más reconocibles de la primera etapa del rock and roll mexicano, la balada "Tus ojos" y "Yo no soy un rebelde", publicadas ambas en el disco Rock! de 1960. Su tema Twist español fue grabado por Bill Halley. Pese a las ofertas de diversas disqueras de hacer una carrera solista, De la Villa no abandonó su agrupación.
En 1962, a De la Villa le fue detectado cáncer en la garganta, mismo que le fue tratado en El Paso con una cirugía. Falleció por dicha causa el 5 de mayo de 1962 a los 22 años, siendo sepultado en Ciudad Juárez. Tras la muerte de De la Villa, Pepe Negrete, fundador de Los locos del ritmo, decidió abandonar la agrupación, prosiguiéndola el resto de sus compañeros. La muerte de De la Villa se convertiría en un hecho trágico para los fanes del grupo y del rock and roll.

## Discografía
- Rock!  (1960)
- Los locos del ritmo vol. 2 (1960)

## Filmografía
- Limosnero y con garrote (1961)
- Twist, locura de juventud (1962)